# Club Deportivo La Virgen del Camino
El Club Deportivo La Virgen del Camino es un club de fútbol español, establecido en la ciudad de La Virgen del Camino en la Provincia de León. Fue fundado en 1998. Juega sus partidos de local en el Estadio Municipal Los Dominicos. Actualmente participa en la Tercera Federación en el Grupo VIII.
En la actualidad dispone de equipos en todas las categorías. En la temporada 2011-2012 jugó su primera temporada en Tercera División.

## Lista de presidentes
1º David Fernández Blanco (1998-) (Fundador del club)

## Uniforme
- Uniforme titular: Camiseta verde y blanca a rayas horizontales, pantalón verde y medias verdes.

|  |

- Uniforme alternativo: Camiseta amarilla, pantalón amarillo y medias amarillas.

|  |

## Datos del club
- Temporadas en 1ª: 0
- Temporadas en 2ª: 0
- Temporadas en 2ªB: 0
- Temporadas en 3ª: 9 (incluida temporada 2019-20)[1]

## Cuerpo técnico
- Entrenador principal: Sergio González “Nanín”.
- Segundo entrenador/ayudante: Martín Mediavilla.
- Preparador físico: Cristian Martínez Reñón
- Entrenador de Porteros: Manuel González Murciego
- Fisioterapeuta: Enrique Cubillas Puente
- Ayudante: Jesús Ángel Arias Crespo
- Ayudante: Daniel Catarino Martínez

## Palmarés

### Trofeos amistosos
- Trofeo Villa de Lena (2): 2011 y 2023.
- Trofeo Villa de Laviana-Memorial Ricardito (1): 2021.

## Peñas
- Peña Los Duendes Verdes
- Peña La Birra del Camino
- Peña Piensa en Verde